# Jamiltepec
| Santiago Jamiltepec                                   |
| ----------------------------------------------------- |
| Município e cidade                                    |
| País: México                                          |
| Estado: Oaxaca                                        |
| Sede municipal: Santiago Jamiltepec                   |
| Área total: 622.6 km2 (240.4 sq mi)                   |
| População (2005): 17,206 Densidade: 28/km2 (72/sq mi) |

Santiago Jamiltepec é uma cidade e a sede do município vizinho de mesmo nome, no estado mexicano de Oaxaca. Ele está localizado no distrito de Jamiltepec, a oeste da região da Costa Chica, 30 km a leste de Pinotepa Nacional na Rodovia Federal 200 e 460 km a sudoeste da capital do estado, Oaxaca de Juárez